# Cordia suckertii
Cordia suckertii är en strävbladig växtart som beskrevs av Emilio Chiovenda. Cordia suckertii ingår i släktet Cordia, och familjen strävbladiga växter. Inga underarter finns listade i Catalogue of Life.